# Indy Eleven
Az Indy Eleven egy amerikai labdarúgócsapat. Székhelye Indianapolis, Indiana állam. A klubot 2013-ban alapították.

## Játékosok

### Jelenlegi keret
2016. május 3. szerint.
| #  |       | Poszt | Név                 |
| -- | ----- | ----- | ------------------- |
| 1  | USA   | K     | Keith Cardona       |
| 4  | USA   | KP    | Brad Ring           |
| 5  | JAM   | V     | Lovel Palmer        |
| 6  | USA   | KP    | Dylan Mares         |
| 7  | JAM   | KP    | Don Smart           |
| 8  | SCO   | KP    | Nicki Paterson      |
| 9  | Líbia | CS    | Éamon Zayed         |
| 10 | BIH   | KP    | Siniša Ubiparipović |
| 12 | USA   | V     | Greg Janicki        |
| 14 | USA   | CS    | Duke Lacroix        |

| #  |            | Poszt | Név             |
| -- | ---------- | ----- | --------------- |
| 15 | USA        | KP    | Daniel Keller   |
| 16 | USA        | V     | Cory Miller     |
| 18 | USA        | K     | Jon Busch       |
| 20 | USA        | CS    | Justin Braun    |
| 23 | USA        | V     | Marco Franco    |
| 24 | COL        | CS    | Jair Reinoso    |
| 32 | IRL        | V     | Colin Falvey    |
| 33 | ESP        | KP    | Gorka Larrea    |
| 82 | Montenegró | KP    | Nemanja Vuković |
| 91 | JAM        | CS    | Omar Gordon     |

## Fordítás
- Ez a szócikk részben vagy egészben  az   Indy Eleven című angol Wikipédia-szócikk fordításán alapul.  Az eredeti cikk szerkesztőit annak laptörténete sorolja fel. Ez a jelzés csupán a megfogalmazás eredetét és a szerzői jogokat jelzi, nem szolgál a cikkben szereplő információk forrásmegjelöléseként.